# A Friend in Need (film 1915)
A Friend in Need è un cortometraggio muto del 1915 diretto da James Douglass.

## Produzione
Il film fu prodotto dalla American Film Manufacturing Company.

## Distribuzione
Distribuito dalla Mutual Film, il film - un cortometraggio di una bobina - uscì nelle sale cinematografiche USA il 18 settembre 1915.